# Приманка (телесериал)
«Приманка» (англ. Eye Candy, буквально «Приятный(ая) на вид») — американский остросюжетный драматический телесериал, премьера которого состоялась 12 января 2015 года на телеканале MTV. Сериал был разработан Кристианом Тэйлором, основанный на одноимённой новелле Р. Л. Стайна. Актриса Виктория Джастис исполнила главную роль в сериале — технологического гения Линди Сэмпсон, которая выходит на охоту за нью-йоркским серийным убийцей в поисках своей потерянной сестры Сары.
11 февраля 2014 года стало известно, что первый сезон будет состоять из десяти эпизодов. 18 апреля 2015 года Джастис объявила, что сериал закрыт и не будет возвращаться на второй сезон.

## Сюжет
Сериал рассказывает о технологическом гении Линди Сэмпсон (Виктория Джастис) — 21-летней женщине, решившей начать онлайн-знакомства после беседы со своей соседкой Софией (Кирси Клемонс). К несчастью, она начинает подозревать одного из своих поклонников как смертельного кибер-сталкера. Объединившись со своими друзьями — группой хакеров, Линди начинает расследование совершённых им убийств, одновременно свершая правосудие на улицах Нью-Йорка в попытке найти свою похищенную 3 года назад сестру Сару (Джордин ДиНатэль).

## Актёры и персонажи

### Основные
- Виктория Джастис — Линди Сэмпсон, блестящий хакер, ушедшая из Массачусетского технологического института после похищения её сестры и переехавшая в Нью-Йорк, чтобы найти её.
- Кейси Дэйдрик — детектив Томми Каллигэн, офицер полиции Нью-Йорка, работающий с Линди и лучшим другом Бена в сериале, один из любовных интересов Линди.
- Харви Гиллен — Джордж Райс, коллега Линди, её близкий друг и доверенное лицо.
- Кирси Клемонс — София Престон, соседка и близкая подруга Линди.
- Джон Гарет Стокер — Коннор Норс, лучший друг Софии и знакомый Линди.

### Второстепенные
- Райан Купер — Джейк Болин, один из любовных интересов Линди.[6]
- Мелани Николс-Кинг — сержант Кэтрин Шоу, глава отдела киберпреступлений полиции Нью-Йорка.
- Эрик Шеффер Стивенс — Хэмиш Стоун
- Скотт Уайт — Хантер
- Маркус Каллендер — детектив Марко Игер, напарник детектива Каллигэна.
- Рэйчел Кенни — детектив Паскаль
- Теодора Вули — Тесса Дюран
- Нилс Лоутон — Райсс Хеннеси, одна из найденных Линди жертв киллера и впоследствии убитая им.

### Приглашённые звёзды
- Дэниэл Лиссинг — Бен Миллер, коллега Томми по отделу киберпреступленний, признавшийся Линди в любви. Убит киллером.
- Джордин ДиНатэль — Сара Сэмпсон, похищенная сестра Линди. Скрыла своё похищение по неизвестной причине.
- Дэвид Карранза — Питер, одна из найденных Линди жертв киллера, впоследствии убитая им.
- Питер Марк Кенделл — Бубоник, хакер с высоким интеллектом.
- Тэйлор Роуз — Эми Брайант.
- Даниэль Флагерти — Макс Дженнер.
- Эрика Свини — Джулия Беккер.
- Тед Сазерленд - Джереми.
- Эрин Вилхейми — Эрика Уильямс.
- Эбони Ноэл — Мэри Робертсон, племянница Кэтрин.

## Эпизоды
| №  | Название      | Режиссёр        | Сценарист                                    | Дата показа в США    | Зрители США (миллионы) |
| -- | ------------- | --------------- | -------------------------------------------- | -------------------- | ---------------------- |
| 1  | «K3U» «K3U»   | Расселл Малкэхи | Телесценарий: Кристиан Тейлор и Эмми Гринвис | 12 января 2015 года  | 0.59                   |
| 2  | «BRB» «BRB»   | Расселл Малкэхи | Телесценарий: Кристиан Тейлор                | 19 января 2015 года  | 0.63                   |
| 3  | «HBTU» «HBTU» | Скотт Спир      | Телесценарий: Мередит Глинн                  | 26 января 2015 года  | 0.52                   |
| 4  | «YOLO» «YOLO» | Скотт Спир      | Телесценарий: Динна Кайзис                   | 2 февраля 2015 года  | 0.60                   |
| 5  | «IRL» «IRL»   | Натан Хоуп      | Телесценарий: Роберт Порт                    | 9 февраля 2015 года  | 0.62                   |
| 6  | «ICU» «ICU»   | Натан Хоуп      | Эмми Гринвис                                 | 16 февраля 2015 года | 0.71                   |
| 7  | «SOS» «SOS»   | Дэвид Платт     | Адам Лэш и Кори Учинда                       | 23 февраля 2015 года | 0.60                   |
| 8  | «AMA» «AMA»   | Дэвид Платт     | Мередит Глинн                                | 2 марта 2015 года    | 0.58                   |
| 9  | «FYEO» «FYEO» | Марта Митчелл   | Эмми Гринвис                                 | 9 марта 2015 года    | 0.53                   |
| 10 | «A4U» «A4U»   | Марта Митчелл   | Кристиан Тейлор                              | 16 марта 2015 года   | 0.54                   |

## Производство
13 сентября 2014 года MTV был заказан пилотный эпизод сериала. Первый, непроверенный эпизод был снят с актёрами Викторией Джастис, Харви Гилленом, Лиланом Боуденом, Нико Тортореллой и Олесей Ралин, написан Эмми Гринвис и срежиссирован Кэтрин Хардвик.
11 февраля 2014 года было объявлено, что первый сезон будет состоять из десяти эпизодов с переснятием пилотного эпизода и сменой всего актёрского состава, кроме Джастис и Гиллена. 16 сентября 2014 года актёрский состав пополнился Кейси Дайдриком, Кирси Клемонс и Джоном Гаретом Стокером на весь сезон.
Съёмки начались 15 сентября 2014 года и закончились 20 декабря 2014 года в Бруклине.

## Критика
Телесериал получил смешанные отзывы критиков. Тим Стак из Entertainment Weekly: англ. While Justice is a winning actress, she's miscast here and not helped by a story line that feels like one of those old USA TV movies that would have starred Shannen Doherty and Rob Estes. Роберт Ллойд из Los Angeles Times: англ. The prologue is well-handled, suspenseful and alarming, but much of what follows seems at least a little bit silly or confused. Более положительно высказался Адам Смит из Boston Herald: англ. With the suspenseful Eye Candy, we have a pretty good show, especially for teens who get a thrill out of being creeped out. Пилотный эпизод получил 54 балла из 100 на Metacritic.